# Ekebergia benguelensis
Ekebergia benguelensis là một loài thực vật có hoa trong họ Meliaceae. Loài này được Welw. ex C.DC. mô tả khoa học đầu tiên năm 1878.